# Call Me (허경영의 노래)
《Call Me》(콜 미)는 대한민국의 정치인이었던 허경영의 디지털 싱글이다.
곡 도입부분이 만화 영화 《형사 가제트》의 곡이라는 표절 논란이 제기되었지만, 작곡가 이교원 측은 표절이 아니라 샘플링이며, 이미 음원 권리를 보유한 워너채플과 계약이 되어 있다고 밝혔다.
〈Call me〉는 발매 직후 싸이월드 배경음악 차트 1위에 잠시 오른 바 있으며, 허경영은 이후 정규 앨범 발매를 계획하고 있다고 밝혔다.

## 수록곡
| #             | 제목          | 작사          | 작곡·편곡     | 재생 시간 |
| ------------- | ------------- | ------------- | ------------- | --------- |
| 1.            | 〈Call me〉   | 이교원        | 이교원        | 2:50      |
| 총 재생 시간: | 총 재생 시간: | 총 재생 시간: | 총 재생 시간: | 2:50      |